# Гравітино
Гравітино — калібрувальний ферміон, що є суперсиметричним партнером гіпотетичного гравітона. Гравітино може бути одним з кандидатів у темну матерію. Якщо гравітино існує, воно є ферміоном зі спіном 3/2, а отже задовольняє рівнянню Раріти-Швінгера. Гравітино переносить взаємодії супергравітації, так само як фотон переносить електромагнетизм і гравітон повинен переносити гравітацію. Хоча у теоріях супергравітації суперсиметрія порушена, повинне існувати деяке значення маси гравітино, що визначається масштабом порушення суперсиметрії. Дана маса сильно відрізняється у різних моделях порушення суперсиметрії, але якщо суперсиметрія розв'язує проблему ієрархії у Стандартній моделі, маса гравітино не може бути більше за 1 ТеВ/с2. 
Якщо гравітино має масу порядку 1 ТеВ, воно створює проблему у стандартній космологічній моделі. По-перше, гравітино може бути стабільним. Це можливо, якщо воно є найлегшою суперсиметричною частинкою і R-парність зберігається. У цьому випадку гравітино є кандидатом у темну матерію, оскілько вони мали виникати у дуже ранньому всесвіті. Однак, якщо розрахувати відповідну густину гравітино, вона виявляється набагато більше спостережуваної густини темної матерії. По-друге, гравітино може бути нестабільним. Такі гравітино будуть розпадатися і не будуть робити внеску у спостережувану густину темної матерії. Однак, оскільки гравітино можуть розпадатися лише внаслідок гравітаційної взаємодії, для маси 1 ТеВ їх час розпаду має бути дуже великим (більше доби), набагато більше тривалості нуклеосинтезу. Щонайменше один з каналів розпаду має включати фотон, заряджений лептон або мезон. Будь-яка з цих частинок може зруйнувати ядро при зіткненні. Можна показати, що таким чином мають бути зруйновані усі ядра, що утворились у нуклеосинтезі, а це не відповідає спостереженням. Дійсно, у такому випадку Всесвіт буде складатися виключно з водню і зореутворення напевне буде неможливим. 
Одним з можливих розв'язків проблеми космологічних гравітино є модель розщепленої суперсиметрії, у якій маса гравітино набагато більше 1 ТеВ, але тоді на цьому масштабі мають виникати ферміонні суперсиметричні партнери інших частинок стандартної моделі.
Інший розв'язок полагає у тому, що R-парність слабко порушена і гравітино є найлегшою суперсиметричною частинкою. Це призведе до того, що майже усі суперсиметричні частинки у ранньому всесвіті розпадуться на частинки Стандартної Моделі у взаємодіях з порушенням R-парності значно раніше синтезу первинних ядер. Однак мала частина розпадеться на гравітино, чий час життя на порядки більше віку Всесвіту відповідно до подавлення темпу розпаду планківським масштабом і слабкістю взаємодії з порушенням R-парності.